# Laurent Delvaux

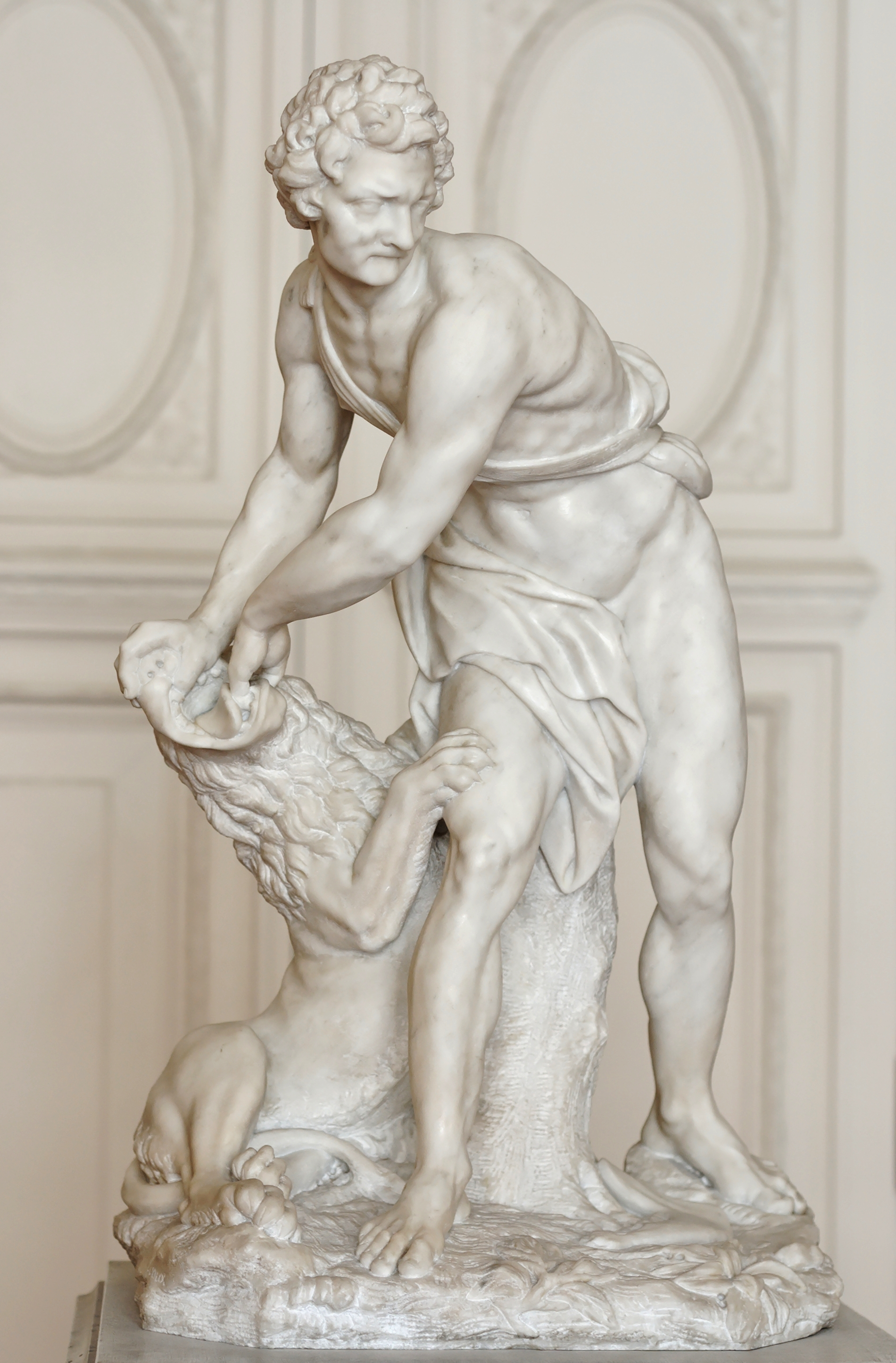
Sansone ed il leone, Museo del Louvre, Parigi

Laurent Delvaux (Gand, 17 gennaio 1696 – Nivelles, 24 febbraio 1778) è stato uno scultore fiammingo.

## Biografia
Il suo percorso formativo incominciò a Gand sotto la guida del maestro B. van Heldenberghe, e proseguì intorno al 1714 a Bruxelles nella bottega di Pierre Denis Plumier, originario di Anversa.
Tre anni dopo si trasferì a Londra, presso lo studio di Pieter Scheemackers il Giovane, collaborando con il maestro alla realizzazione del monumento funerario di John Sheffield duca di Buckingham (1722), situato nell'Abbazia di Westminster.
Dopo una serie di commissioni ricevute dal duca di Bedford, si trasferì dapprima ad Anversa e poi a Roma, dove realizzò le teste dei papi Benedetto XIII e Clemente XII.
Nel 1732 rientrò a Bruxelles per assumere il ruolo di scultore di corte presso la regina Maria Elisabetta, prima di trasferirsi alla corte del duca Carlo di Lorena e stabilirsi definitivamente a Nivelles.
Durante il suo soggiorno romano subì il fascino delle opere classiche, tramutato nei suoi lavori in una sintesi con il barocchismo di derivazione berniana.
Tra le sue opere più apprezzate si annoverano il San Giuseppe in San Jean de Candenberg, dove sono rimaste decorazioni di facciata, un Ercole al Museo di belle arti, sculture decorative esterne alla Biblioteca Reale; il San Benedetto all'interno della chiesa di Santa Gudula a Bruxelles.
Nella città di Nivelles sono presenti numerose opere, tra le quali due pulpiti, una Comunione di san Paolo nella chiesa di San Geltrude e varie statue di Santi.
Il busto del maresciallo Maurizio di Sassonia è conservato all'Albertina di Dresda, un pregevole pulpito è in San Bavone a Gand, medaglioni con gli Evangelisti e i Padri della Chiesa sono in San Aubain di Namur.
I musei di Bruxelles e di Gand conservano numerose opere di Delvaux.

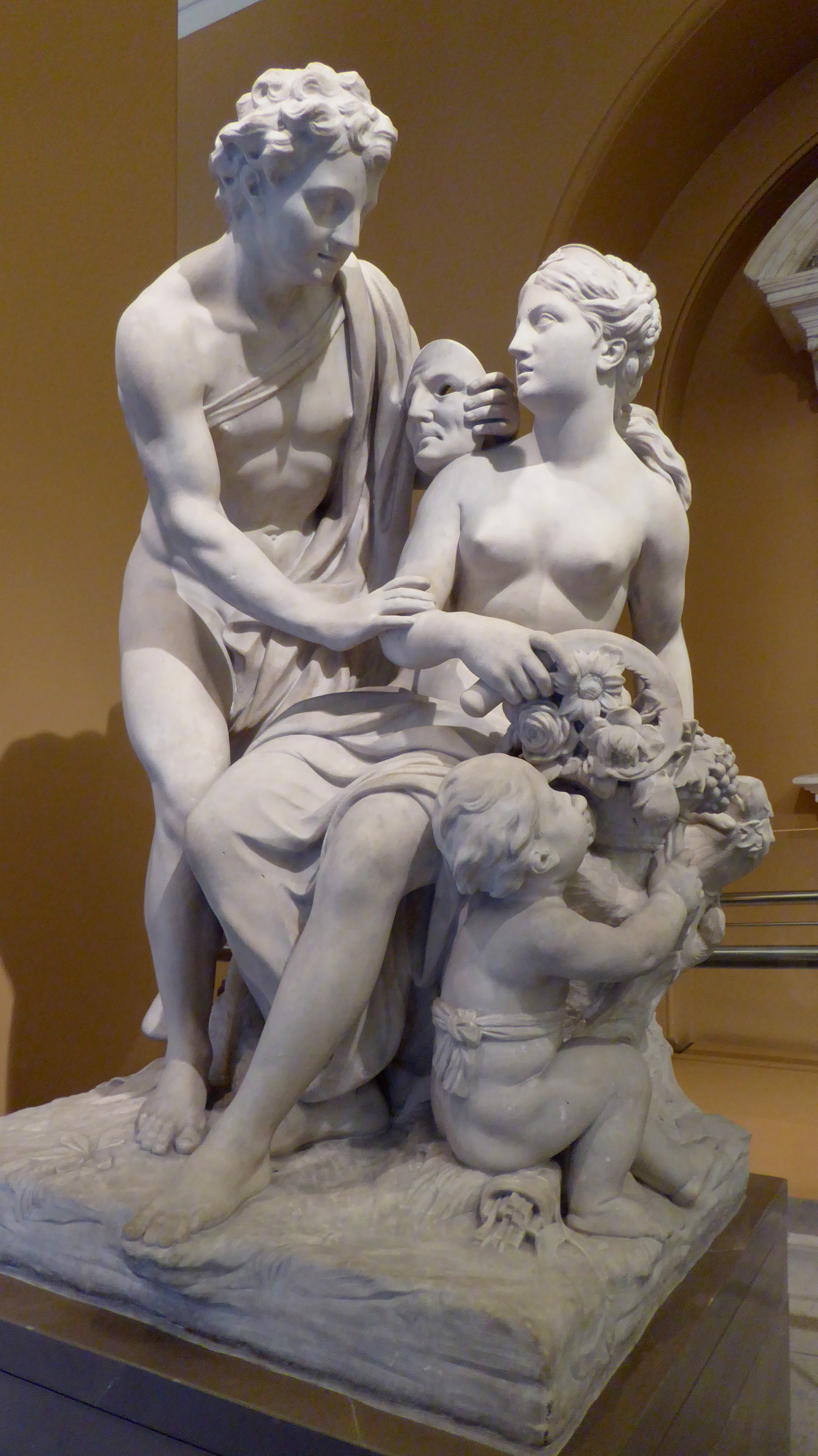
Vertumno e Pomona, 1725, Victoria and Albert Museum, Londra
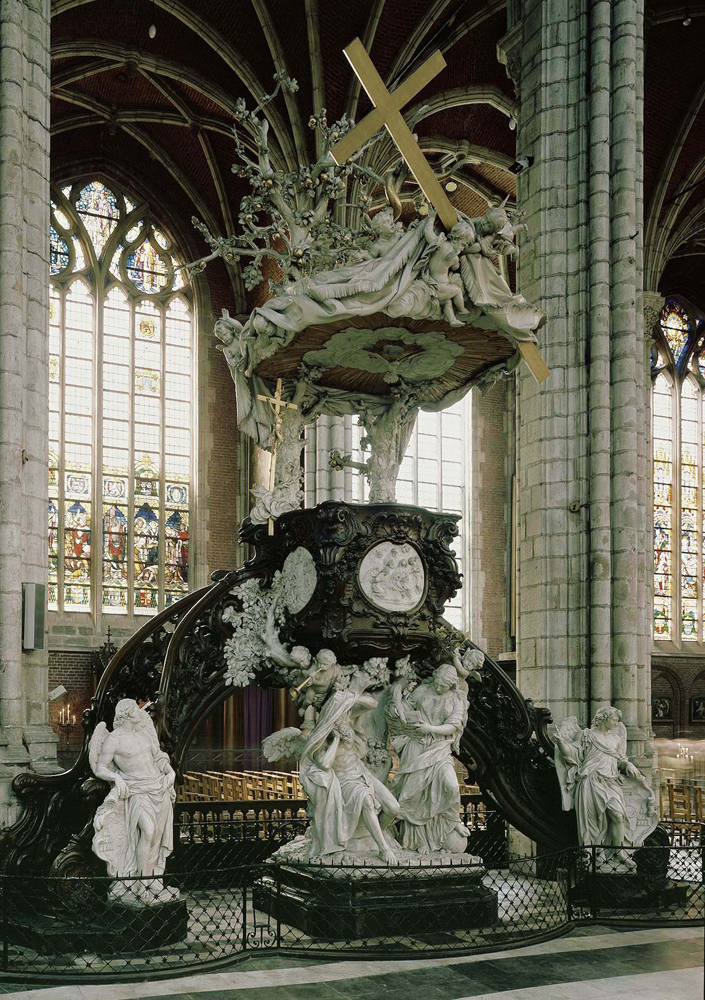
Pulpito, 1741-45, Cattedrale di San Bavone, Gand
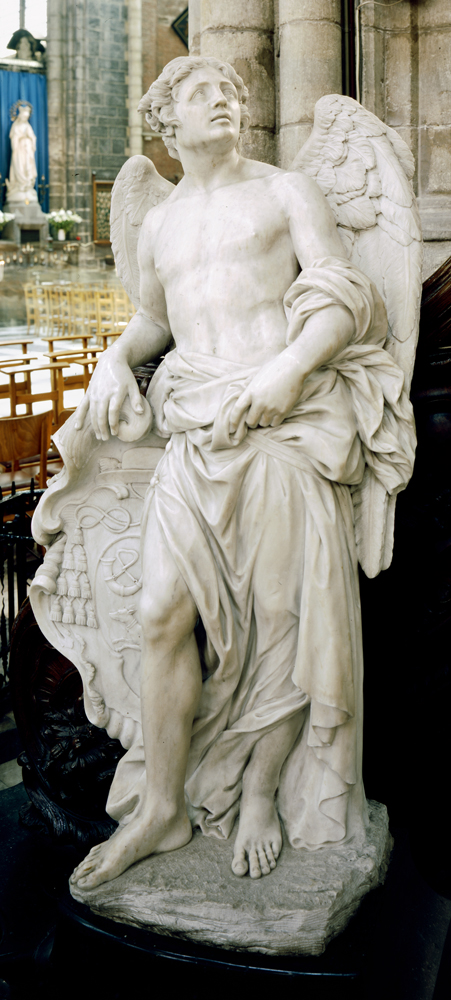
Pulpito, particolare, 1741-45, Cattedrale di San Bavone, Gand
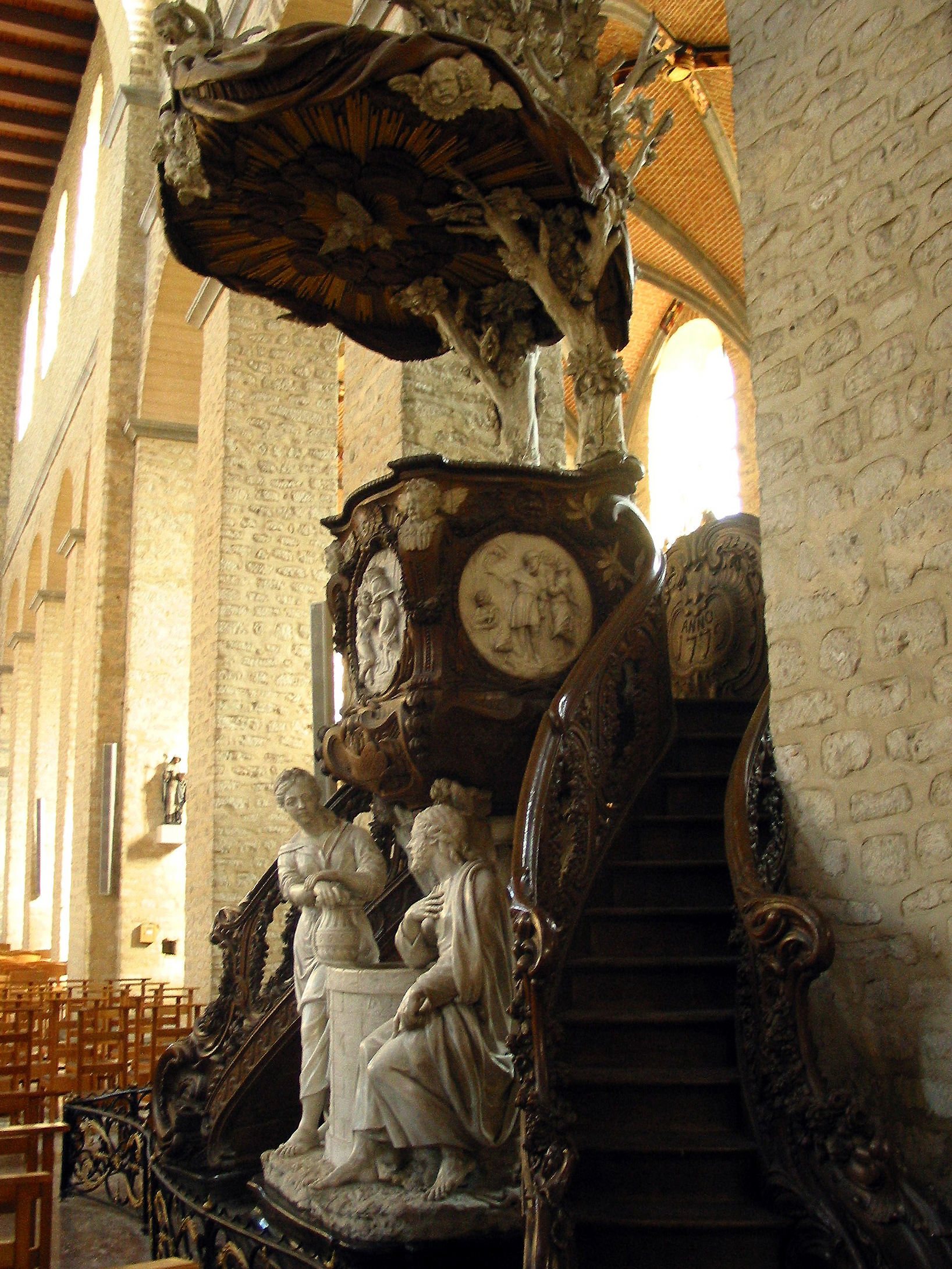
Pulpito, collegiata di Santa Gertrude, Nivelles; il gruppo scultoreo rappresenta Cristo e Samaritana e i medaglioni rappresentano le parabole del Seminatore, del Figliol prodigo e del Padre misericordioso